# William McNamara
William West McNamara (Dallas, 31 marzo 1965) è un attore, attivista e regista statunitense.

## Biografia
Ha debuttato nel mondo del cinema nel 1987, interpretando Stefano, la prima vittima nel film horror Opera di Dario Argento.
Attivista per i diritti degli animali, ha girato alcuni documentari per sensibilizzare sull'argomento; inoltre possiede cani, gatti, cavalli, ed è vegano.

## Filmografia parziale

### Cinema
- Opera, regia di Dario Argento (1987)
- Violenza alla deriva (The Beat), regia di Paul Mones (1988)
- Il sentiero dei ricordi (Stealing Home), regia di Steven Kampmann e William Porter (1988)
- Un piccolo sogno (Dream a Little Dream), regia di Marc Rocco (1989)
- Texasville, regia di Peter Bogdanovich (1990)
- Aspen - Sci estremo (Aspen Extreme), regia di Patrick Hasburgh (1993)
- Una bionda sotto scorta (Chasers), regia di Dennis Hopper (1994)
- Copycat, regia di Jon Amiel (1995)
- Glam regia di Josh Evans (1997)
- The 2nd - Uno contro tutti (The 2nd), regia di Brian Skiba (2020)
- Blowback - Vendetta incrociata (Blowback), regia di Tibor Takács (2023)

### Televisione
- Il segreto del Sahara, regia di Alberto Negrin – miniserie TV (1988)
- Law & Order - Unità vittime speciali (Law & Order) – serie TV, un episodio (2003)
- Sedotta da uno sconosciuto (Running Away) - film TV, regia di Brian Skiba (2017)
- L'ossessione di Maddie (The Wrong Student), regia di David DeCoteau – film TV (2017)

## Doppiatori italiani
Nelle versioni in italiano delle opere in cui ha recitato, William McNamara è stato doppiato da:
- Corrado Conforti in Un piccolo sogno, Texasville
- Massimo Corizza in Violenza alla deriva
- Francesco Bulckaen in Copycat - Omicidi in serie
- Fabrizio Manfredi in Opera
- Alessandro Quarta ne Il sentiero dei ricordi
- Alessio Cigliano in Law & Order - Unità vittime speciali
- Roberto Pedicini in Aspen - Sci estremo
- Simone D'Andrea in Dentro la TV
- Alessandro D'Errico in Blowback - Vendetta incrociata